# Nascita d'Israele. Miti, storia, contraddizioni
Nascita d'Israele. Miti, storia, contraddizioni  è un libro di Zeev Sternhell. È stato pubblicato in ebraico nel 1995, in francese nel 1996, in inglese nel 1998, in italiano nel 1999. Lo scopo affermato del libro è un'analisi della ideologia e delle azioni del Sionismo socialista nel periodo precedente alla guerra arabo-israeliana del 1948. In quel periodo i leader del sionismo socialista dominavano le istituzioni dello Yishuv, la comunità ebraica in Palestina. La tesi di Sternhell è che le azioni e le decisioni dei leader del sionismo socialista fossero guidate da un'ideologia nazionalista, e non da un'ideologia socialista. Nell'Introduzione e nell'Epilogo Sternhell individua questa attitudine dei leader verso la politica israeliana e sostiene che da molto tempo le politiche nazionaliste abbiano messo in ombra le politiche sociali e liberali e che stiano ancora mettendo in pericolo la capacità di Israele di svilupparsi come società libera e aperta.
Le questioni esaminate da Sternhell sono:
- È mai stata raggiunta in Palestina una sintesi unica tra socialismo e nazionalismo?
- I fondatori intendevano creare un'alternativa alla società borghese oppure sin dall'inizio rinunciarono all'obiettivo sociale in quanto incompatibile?
- L'eguaglianza era un obiettivo sincero, anche se a lungo termine, o era solo un mito mobilizzatore?
- Il nazionalismo del sionismo socialista e la sua espressione pratica, la conquista della terra, era in qualche modo speciale?
- Esso aveva una base universalistica, umanistica e razionalistica che lo distingueva dal nazionalismo che prosperava in Europa orientale?
- Ha mai avuto il potenziale di superare la sostanza religiosa del nazionalismo ebraico e stabilire così una società liberale, secolare e aperta, in pace con sé stessa e con i vicini?

La risposta di Sternhell alle prime cinque domande è "no".
Il libro ha suscitato molto interesse. È stato il tema di una conferenza del prestigioso Istituto Van Leer a Gerusalemme e l'oggetto della recensione più importante nel supplemento letterario settimanale del quotidiano Ha'Aretz.

## Sull'autore
Zeev Sternhell (1935-2020) è uno storico e politologo israeliano famoso per la sua analisi dell'ascesa del Fascismo. È stato direttore del Dipartimento di Scienze Politiche presso l'Università Ebraica di Gerusalemme e occasionalmente ha scritto per il quotidiano Haaretz.

## Introduzione del libro
Sternhell dice che l'ideologia del sionismo socialista era dominata dal nazionalismo e non dal socialismo. Egli introduce il termine "socialismo nazionalista" per descrivere una variante di socialismo di cui il sionismo socialista rappresentava la versione ebraica. Sternhell scrive: "Generalmente il 'socialismo costruttivo' è considerato il grande conseguimento sociale ed ideologico del movimento socialista, un prodotto unico e originale, l'espressione dei bisogni e delle condizioni sociali del paese. Ma in realtà, lungi dall'essere unico, il socialismo costruttivo fu una mera versione israeliana del socialismo nazionalista." Le radici socialiste erano state più importanti all'inizio, ma i marxisti divennero progressivamente meno influenti e i seguaci di Ber Borochov, un sionista marxista, si dissolsero già prima dell'inizio del Mandato britannico. Gli insegnamenti di Aaron David Gordon (1856-1922) dominarono l'ideologia del movimento sionista socialista per tutta la sua esistenza. Le idee di Gordon corrispondevano agli insegnamenti del nazionalismo tribale in Europa. Il Sionismo definiva il popolo ebraico come una nazione e come tale era incompatibile con le ideologie che usavano altre maniere di categorizzare le persone. Marxismo e socialismo categorizzavano le persone in classi, il liberalismo era basato sull'idea di uomo come individuo autonomo. Contrariamente al marxismo, il sionismo socialista non ingaggiava una lotta di classe. Seguiva piuttosto una strategia di cooperazione tra operai e capitalisti a beneficio della nazione. Tutto doveva contribuire alla capacità della nazione di competere contro altre nazioni.
Secondo Sternhell il principale obiettivo del sionismo socialista era conquistare quanta più terra possibile. Egli cita Ben-Gurion, il leader dello Histadrut, nel dicembre del 1922, 'quando fa una dichiarazione di intenti a cui aderì per tutta la sua vita':
[...] La possibilità di conquistare la terra potrebbe facilmente sfuggirci di mano. Il nostro problema centrale è l'immigrazione... e non il fatto di adattare le nostre vite a questa o quella dottrina. [...] Siamo conquistatori di una terra che ha di fronte a sé un muro di ferro e noi dobbiamo abbatterlo. [...] Come possiamo dirigere il nostro movimento sionista in modo da poter portare avanti la conquista della terra da parte dei lavoratori ebrei e trovare le risorse per organizzare l'immigrazione massiccia e l'insediamento di lavoratori attraverso le loro capacità? La creazione di un nuovo movimento sionista, un movimento sionista di lavoratori, è il primo prerequisito per il compimento del Sionismo. [...] Senza un [tale] nuovo movimento sionista che sia interamente a nostra disposizione, non c'è futuro né speranza per le nostre attività
Similmente, nel 1927 Katznelson disse che lo Histadrut esisteva 'per servire la causa della conquista della terra'. Così la leadership sionista vedeva il partito Ahdut HaAvoda e lo Histadrut come strumenti per raggiungere il loro scopo finale, la conquista della terra e la creazione di uno Stato ebraico. La leadership cercava modi efficaci per esercitare il potere. La vera natura del sionismo socialista era il principio guida di Ben-Gurion, e cioè il primato della nazione e la supremazia dello stato sulla società civile.
Dopo il 1922 non ci fu molta discussione sull'ideologia nel sionismo socialista. Secondo Sternhell la ragione era che la nazione era accettata dagli altri leader e che i leader non volevano una discussione ideologica che potesse sollevare conflitti. Essi volevano che l'intero movimento sionista socialista lavorasse insieme per raggiungere l'obiettivo dello stato ebraico.

## Capitolo 1 - Il primato della Nazione: Aaron David Gordon e l'Ethos della fondazione della nazione
Secondo Sternhell, il pensiero di Aaron David Gordon (1856-1922) fu la principale ispirazione per l'ideologia del sionismo socialista. Le attitudini e le politiche dei fondatori e dei leader del sionismo socialista maggioritario erano tutte in linea con le sue idee. Gordon fu fondatore e membro del partito Hapoel Hatzair, che nel 1930 si fuse con il partito Ahdut HaAvoda formando il partito Mapai, che includeva tutto il sionismo socialista maggioritario. Ahdut HaAvoda fu fondato nel 1919 da elementi apartitici e dall'ala destra del partito Poale Zion guidato da David Ben-Gurion. Sia Hapo'el Hatza'ir che gli elementi apartitici erano nazionalisti e anti-marxisti. Secondo Sternhell, l'ala destra del Poale Zion aveva idee molto simili. Sternhell chiama i fondatori di questi partiti, che in seguito diventarono i leader del sionismo socialista, "i fondatori". Tutti arrivarono in Palestina durante la Seconda Aliyah (1904-1914).
La migliore definizione per il pensiero di Gordon è "nazionalismo organico". La nazione era vista come un corpo e questo corpo era più importante delle sue parti, gli individui. Gli individui che non partecipavano alla nazione erano visti come parassiti. Poiché il popolo ebraico era in esilio, era considerato un parassita. Esso viveva del lavoro e della creatività di altri popoli. Gordon scriveva che il popolo ebraico era "spezzato e schiacciato... malato nel corpo e nell'anima". Egli diceva che ciò era dovuto al fatto che "noi siamo un popolo parassita. Non abbiamo radici nel suolo; non c'è terra sotto i nostri piedi. E siamo parassiti, non solo in senso economico ma nello spirito, nel pensiero, nella poesia, nella letteratura e nelle nostre virtù, nei nostri ideali, nelle nostre aspirazioni umane più alte. Ogni movimento alieno ci spazza via, ogni vento nel mondo ci porta via. In noi stessi siamo quasi inesistenti". Il principio del primato della nazione era dominante. L'obiettivo dei fondatori non era salvare i singoli ebrei, ma salvare la nazione ebraica.
Gordon considerava il lavoro fisico la chiave per risolvere tutti i problemi degli ebrei. Era il prerequisito per la vita spirituale, per la riforma dei singoli ebrei e per la ricreazione dell'esistenza nazionale ed era il vero strumento per conquistare la terra e restituirla al popolo ebraico. Inoltre, lavorando insieme e abbandonando il parassitismo, i lavoratori avrebbero "costituito un corpo" che avrebbe spostato il potere dalla sfera dei capitalisti a quella dei lavoratori e avrebbe reso inutile il socialismo. Secondo Gordon il socialismo era persino dannoso, perché divideva la nazione con linee di classe, si opponeva al rinnovamento individuale e nazionale e negava il primato della nazione. Gordon scriveva: "Noi siamo più vicini alla nostra 'borghesia' rispetto a tutti i proletariati di altri Paesi del mondo".
Gordon pensava anche che il lavoro desse alla nazione ebraica un diritto alla terra. Egli scriveva: "La terra si acquista vivendoci sopra, con il lavoro e la produttività" e "la terra apparterrà a chi è più capace di soffrire per essa e lavorarla". Dopo la Prima Guerra mondiale Gordon incluse nella sua affermazione anche il lavoro storico e la creatività. Nel 1921 scriveva:
"Per Eretz Israel, abbiamo un documento che è stato valido fino a oggi e che sarà sempre valido, ed è la Bibbia [... inclusi i Vangeli e il nuovo Testamento ...] Tutto è venuto da noi; fu creato tra noi. [...] E che cosa hanno prodotto gli arabi in tutti gli anni che hanno vissuto nel paese? Tali creazioni, o perfino solo la creazione della Bibbia, ci danno un diritto perpetuo sulla terra in cui noi siamo stati così creativi, specialmente perché la gente che è venuta dopo di noi non ha creato tali opere in questo paese o non ha creato niente affatto".
 Secondo Sternhell "I fondatori accettarono questo punto di vista. Questo era l'argomento sionista definitivo".

## Capitolo 2 - Il lavoratore come agente della Resurrezione Nazionale
In un discorso del 1955 che commemorava il cinquantesimo anniversario della Seconda Aliyah, Ben-Gurion ricapitolava la natura e i risultati del movimento socialista. Egli riteneva che "il concetto di lavoro come idea chiave della rinascita ebraica" fosse il contributo speciale della Seconda Aliyah al Sionismo. La ricerca di un modo "per garantire il lavoro ebraico" portò alla nascita di insediamenti comuni, e non in modo teorico. Secondo Sternhell, Ben-Gurion credeva che la questione dei lavoratori fosse non solo sociale ma soprattutto una questione nazionale e che fossero i lavoratori ebrei a dare vita allo Yishuv e preservarlo dalla distruzione e dalla decadenza. Nel discorso Ben Gurion sottolineò ripetutamente che la costruzione della terra era stata raggiunta "senza nessuna teoria preconcetta". Egli considerava questa "indipendenza di pensiero" la più grande virtù della Seconda Aliyah.
Sternhell dice che gli ebrei della Seconda Aliyah avevano la sensazione di essere degli eletti. Essi arrivarono in Palestina quando solo una piccola minoranza di immigrati ebrei erano lì, soffrirono asperità, incertezza e solitudine nei primi anni, ma sapevano anche come costruire una nazione ed erano convinti di avere il diritto di indicare la strada a chi veniva dopo di loro.
Le fusioni partitiche del 1919 e del 1930 erano entrambe spostamenti a destra. Poale Zion aveva un'ala destra e un'ala sinistra. Sia Hapo'el Hatza'ir sia gli elementi non partitici erano nazionalisti e anti-marxisti. Nel 1919 il partito Poale Zion fu liquidato perché l'unificazione dei lavoratori ebrei con un partito che aderiva ai principi universalistici del socialismo era impossibile. Fu fondato il partito Ahdut HaAvoda. I sei fondatori del nuovo partito includevano quattro elementi non partitici, Katznelson, Tabenkin, Remez e Yavnieli, e due del partito Poale Zion: Ben Gurion era vicino solo agli altri quattro e solo Ben-Zvi aderiva ancora ai principi socialisti del Poale Zion. Ahdut HaAvoda fu fondato ufficialmente come federazione invece che come partito perché, come Ben Gurion sottolineava, la parola partito implicava frammentazione, e i fondatori volevano creare una singola struttura di potere, che avrebbe unito i lavoratori allo scopo di costruire la nazione. A parte quando si trattava di obiettivi nazionalisti generali, il nuovo partito evitava di definire la natura del suo socialismo. Secondo i fondatori i risultati erano più importanti dell'ideologia.
Il partito nazionalista Hapo'el Hatza'ir rifiutò di unirsi al nuovo partito perché ancora sospettava dei sentimenti socialisti. Pertanto i fondatori decisero di stabilire lo Histadrut, la Federazione Generale dei Lavoratori Ebrei. Dopo alcuni anni di cooperazione con Histadrut, Hapoel Hatzair si convinse che non c'era una minaccia socialista in Ahdut HaAvoda e nel 1930 i due partiti si unirono formando il partito Mapai.

## Capitolo 3 - Socialismo al servizio della Nazione: Berl Katznelson e il socialismo "costruttivo"
Come altri movimenti nazionalisti, il sionismo socialista aveva una coscienza sociale, ma poiché i principi universali del socialismo e quelli particolaristici del nazionalismo erano inconciliabili, il sionismo socialista subordinò il socialismo al nazionalismo. Berl Katznelson, la mente intellettuale del sionismo socialista nel periodo del Mandato, faceva una distinzione tra "socialismo di consumo", che mira alla redistribuzione della ricchezza, e "socialismo produttivo", che mira a produrre più ricchezza a beneficio della nazione, i lavoratori compresi. Secondo Sternhell "'per Katznelson un socialista non era qualcuno che sosteneva l'uguaglianza o la socializzazione dei mezzi di produzione. Un vero socialista era qualcuno che lavorava per l'immigrazione e l'insediamento". Questo tipo di socialismo non era in contrasto con il capitalismo, finché il capitale fosse usato per lo stesso scopo e non si richiedesse la ridistribuzione della ricchezza. Invece esso richiedeva la collaborazione tra le classi per l'obiettivo nazionale. Nelle parole di Katznelson: "La collaborazione interclassista, necessaria per l'implementazione del Sionismo, significa mobilizzare il massimo di forze per costruire la nazione attraverso il lavoro". Katznelson rifiutava qualsiasi tipo di socialismo non produttivo, perché avrebbe portato alla lotta di classe e al "frazionismo".
Il socialismo "costruttivo" sostituiva la lotta di classe del socialismo classico tra proletariato e capitalisti con la lotta tra produttori e parassiti. I produttori erano solo quelli che contribuivano alla nazione: lavoratori urbani, piccoli agricoltori, dottori, ingegneri e altri membri della classe media produttiva, borghesi le cui piccole fabbriche davano lavoro e contribuivano alla nazione, ecc. I parassiti erano coloro i quali non contribuivano alla nazione, come i capitalisti che vivevano del loro capitale, o perfino gli arabi impiegati come forza lavoro.

## Capitolo 4 - Fini e mezzi: L'ideologia socialista e lo Histadrut
| anno | membri  | percentuale di lavoratori ebrei |
| ---- | ------- | ------------------------------- |
| 1920 | 4.415   | ...                             |
| 1923 | 8.394   | 45                              |
| 1927 | 22.538  | 68                              |
| 1933 | 35.389  | 75                              |
| 1939 | 100.000 | 75                              |
| 1947 | 176.000 | ...                             |

Lo Histadrut fu fondato nel 1920 da Ahdut HaAvoda e Hapo'el Hatza'ir. Era un'organizzazione non partitica per tutti i lavoratori salariati in Palestina. Lo Histadrut forniva servizi essenziali ai suoi lavoratori. Comprendeva scambio di lavoro, cucine dei lavoratori, un servizio sanitario e un'impresa edile, che in seguito diventò la società per azioni Sollel Boneh. Nel 1948 lo Histadrut controllava il 25 per cento dell'economia nazionale.
Lo Histadrut era anche un sindacato e il fondatore della principale milizia dello Yishuv, la Haganah. Lo Histadrut era molto potente, visto che da un lato aveva piena indipendenza dal governo coloniale e dalla Organizzazione Sionista Mondiale, dall'altro lato i suoi membri dipendevano da esso per molti servizi essenziali.
L'affiliazione ideologica non era un criterio per essere membro, i membri dovevano solo osservare la disciplina. Lo Histadrut non era organizzato solo per fornire servizi ai suoi membri e per assorbire nuovi immigrati. Sin dall'inizio il principale obiettivo era stato creare il braccio operativo di un movimento nazionale che voleva fondare uno stato. Il cambiamento sociale non fu mai un obiettivo. Lo Histadrut era interessato ad accumulare ricchezza, a ottenere potere politico e a dominare, non cambiare, il sistema capitalista. Ben-Gurion, come suo capo, si opponeva a qualsiasi desiderio della maggioranza di introdurre scopi sociali, perché credeva che ciò avrebbe distrutto l'unità organizzativa del movimento socialista.
L'organizzazione interna dello Histadrut era gerarchica. La leadership era molto potente. Tra i membri prevalevano la disciplina e il conformismo. I cambiamenti nella leadership erano molto rari. Corruzione, fallimento amministrativo e impopolarità tra ranghi e file di solito erano irrilevanti per la posizione dei membri della leadership. C'erano dispute interne e lotte di potere.
Ben-Gurion e Katznelson volevano concentrare più potere possibile nelle mani dell'esecutivo dello Histadrut. Due esempi di questo negli anni '20 furono lo stabilimento della compagnia Nir e la liquidazione del Gdud HaAvoda, il 'Battaglione del Lavoro'. La compagnia Nir diventò proprietaria legale di tutti gli insediamenti collettivi, sui quali aveva il potere di decidere in via definitiva, ed era controllata dallo Histadrut.
Il Gdud HaAvoda fu fondato soprattutto da immigrati della Terza Aliyah (1919-1923). Questa fu l'ultima Aliyah a essere considerata come avente un potenziale rivoluzionario, poiché dopo il 1924 gli U.S.A. avevano chiuso le frontiere all'immigrazione illimitata e la convinzione ideologica diventò solo un motivo secondario per emigrare in Palestina. Il Gdud cercava di essere un'unità indipendente, ideologica, sociale e organizzativa. Il Gdud mirava a fondare una singola comune grande come il paese e una vera società socialista. Lo Histadrut non era interessato a questa idea. Anche il desiderio del Gdud di essere un appaltatore indipendente di lavori pubblici contrastava con Ahdut HaAvoda, che voleva il controllo assoluto. I leader di Ahdut HaAvoda si allarmarono ancora di più quando Elkind, il principale leader del Gdud, parlò di "conquista dello Histadrut". Il Gdud minacciava il loro potere e doveva essere assorbito o eliminato. Non riuscendo la prima soluzione, essi si risolsero per la seconda e dichiararono guerra totale al Gdud. Questa guerra durò vari anni e alla fine fu vinta. In questa fase Ben-Gurion fece ricorso a un blocco brutale del kibbutz Tel Yosef del Gdud, bloccando anche medicinali, cibo e altri generi di prima necessità.

## Capitolo 5 - Il trionfo del socialismo nazionalista: "Dalla classe alla nazione"
Con la quarta Aliyah (1924-1929) giunsero in Palestina molti ebrei della classe media. In questo periodo Ben-Gurion cercò di accontentare le classi medie. Fece appello al movimento socialista per rimuovere "la doppia separazione" che esisteva "tra noi e il popolo, [...] il concetto di classe che oscura il carattere nazionale del nostro movimento e dà una falsa idea dei nostri risultati". Ben-Gurion respinse il socialismo, chiamandolo "perdita di tempo" e dicendo: "Io non vedo né destra né sinistra; guardo solo in alto". I leader dello Ahdut HaAvoda non difendevano il concetto socialista di "lotta di classe" ma non volevano sbarazzarsi del termine per impedire che la sinistra rivendicasse da sola il retaggio socialista. Quindi lo trasformarono in un concetto nazionalista. La lotta di classe significava che i lavoratori ebrei erano organizzati per il miglioramento delle loro condizioni di vita e di lavoro e per ottenere potere.  La lotta di classe non significava ostacolare gli interessi di altre classi, ma che la classe operaia lavorava per tutto il popolo. Il compito della lotta di classe non era cambiare l'ordine sociale borghese, ma organizzarlo in modo da dominarlo.
Hapo'el Hatza'ir rifiutava il concetto socialista di lotta di classe, ma dopo che i leader di Ahdut HaAvoda ebbero dato a quel concetto un significato nazionalista, i due partiti si fusero nel partito Mapai. Lo slogan che accompagnava la fondazione del partito era "Dalla classe alla nazione". Combinandolo con lo slogan "Lotta di classe", i leader del nuovo partito potevano ottenere il meglio dei due mondi: potevano usare il socialismo come mito mobilizzatore e potevano lavorare insieme alla classe media per costruire il paese.
Il movimento socialista seguiva una politica di collaborazione con le classi medie allo scopo di costruire la nazione e proteggere il settore privato nello Yishuv. Dopo la fondazione di Mapai, il movimento socialista diventò un partito accettabile per i capitalisti della Organizzazione Sionista Mondiale e specialmente per l'ala sinistra dei Sionisti Generali. Questo aprì la strada al dominio dell'Organizzazione Sionista Mondiale da parte dei movimenti socialisti alla fine degli anni '30 e negli anni '40.

## Capitolo 6 - Democrazia e uguaglianza nel processo
La democrazia interna del movimento socialista era minima. Solo il dieci per cento dei membri dello Histadrut erano anche membri del partito. La burocrazia dello Histadrut forniva anche gli uomini delle istituzioni del partito Mapai, e anche i membri dei kibbutz. In questa situazione non c'erano istituzioni di controllo veramente indipendenti. Il livello medio dello Histadrut doveva supervisionare i suoi superiori e il livello superiore doveva supervisionare se stesso. Per il loro futuro politico i funzionari dipendevano principalmente l'uno dall'altro, e non dai ranghi e dalle file del movimento. Secondo Sternhell, "finché la leadership poteva serrare i ranghi, non c'era nessun mezzo per rimuovere le persone dalla loro posizione". La libertà di espressione era normale e il dissenso ideologico era permesso, ma appena l'una o l'altro minacciavano il sistema, il non conformista veniva eliminato senza pietà. Di solito però no era neanche necessario agitare questa minaccia. Il Mapai non aveva nessun bisogno di funzionare come un corpo volontario. I leader traevano la loro autorità dal loro controllo sullo Histadrut, che forniva servizi essenziali ai tre quarti dei lavoratori ebrei in Palestina.
Le elezioni non si tenevano, come prescritto, ogni due anni, ma dalla metà degli anni '20 in poi si tenevano meno spesso. Per esempio le primarie dello Histadrut furono tenute nel 1921, 1923, 1927, 1933 e 1942. Anche le elezioni per altri consigli si tenevano poco spesso. I corpi esecutivi erano preparati da commissioni di nomina ed erano sanzionate da corpi i cui membri erano lavoratori nello Histadrut o in una delle sue imprese, oppure rappresentanti degli insediamenti collettivi. A causa del sistema di elezioni indirette, più un rappresentante era di livello alto, meno era responsabile. Grazie a questo sistema la leadership godeva di un'ampia libertà d'azione.
Però esisteva una richiesta di democrazia: elezioni più frequenti e regolari ed elezione diretta dei singoli funzionari del partito. Molti erano consapevoli del fatto che Mapai e lo Histadrut erano democratici solo esteriormente. Per esempio quando l'esecutivo dello Histadrut fu allargato con 12 membri nel 1937, Ben-Gurion annunciò al Comitato Centrale di Mapai: "Il comitato propone di aggiungere 12 membri ed essi sono [segue una lista]. Il comitato raccomanda che essi siano accettati senza alterazione e senza discussione". In questo modo fu presa una decisione politica importante. L'ala sinistra di Hashomer Hatzair avreppe potuto cercare di fare qualcosa, ma fece mostra di una sorta di conformismo e culto dei leader "naturali". In cambio di una fetta dei bilanci, per esempio per gli insediamenti, l'ala sinistra era pronta a dimenticare quando era il momento esatto per tenere le elezioni primarie dello Histadrut. Inoltre, nel lungo periodo aveva lo stesso scopo. La mancanza di democrazia era frustrante per molti membri dello Histadrut, per esempio alla fine degli anni '30 un lavoratore dello Histadrut a Tel Aviv descriveva l'attitudine dei lavoratori verso lo Histadrut come "odio nascosto o aperto" e attribuiva questo odio al loro senso di impotenza di fronte alla leadership.
La corruzione non metteva a rischio la posizione di qualcuno. Per esempio, Yosef Kitzis, il capo del ramo di Tel Aviv dello Histadrut, fece uso personale e politico del suo potere. Nonostante un voto locale di sfiducia nel 1925, Ben-Gurion e Katznelson mantennero Kitzis, "il simbolo della corruzione nella vita pubblica", nella sua posizione per altri dieci anni almeno. Similmente, sostennero il governo di un uomo solo a Haifa, dove esisteva un regime di "dipendenza e paura". Similmente, il grande scandalo degli "aumenti" che scoppiò nel 1926 non ebbe nessuna conseguenza. In questo scandalo un gran numero di impiegati dello Histadrut ricevette aumenti di salario che non furono obbligati a restituire. I nomi degli accusati, che includevano tutta la leadership economica dello Histadrut e alcuni membri dell'esecutivo, furono tenuti segreti.
Verso gli anni '30 la società dello Histadrut, a parte gli insediamenti collettivi, era diventata una società borghese ordinaria. I lavoratori ebrei non qualificati dovevano competere con i lavoratori arabi e perciò la differenza di salario tra lavoratori qualificati e non qualificati era più ampia rispetto alla maggior parte delle società borghesi. C'erano anche differenze di salario tra i lavoratori qualificati dello Histadrut. Nel 1923 il consiglio dello Histradut aveva approvato un sistema di "salario familiare". Ciò significava che ogni impiegato avrebbe ricevuto lo stesso salario base, integrato secondo l'ampiezza della famiglia. Un comitato doveva mettere in atto questo sistema. Però, siccome la leadership non sostenne il comitato quando i rami dello Histadrut non misero in atto il sistema del salario familiare, il comitato era impotente. Anche se rimase in programma per circa un decennio ed era sostenuto dalle convenzioni dello Histadrut, il sistema del "salario di famiglia" fu messo in atto solo nei rami dello Histadrut vicini ai lavoratori, e perfino qui il sistema fu abbandonato all'inizio degli anni '30. Secondo Sternhell, difficilmente sarebbe potuto andare diversamente, considerando la struttura del potere dello Histadrut: i lavoratori qualificati avevano più potere di quelli non qualificati e non erano interessati a sacrificare una parte del loro salario. I leader non sostennero il sistema del "salario di famiglia" in pratica ma, secondo Sternhell, lo sostennero in pubblico come un mito mobilizzatore.
Alla fine degli anni '30 le lotte sociali e di classe che infuriavano nelle società borghesi infuriavano anche nello Histadrut. Richieste di solidarietà furono espresse in varie domande, ma nessuna di esse fu soddisfatta. All'inizio degli anni '30 i membri dello Histadrut furono tassati per la creazione di un fondo per la disoccupazione. Secondo Sternhell, il sistema di tassazione difficilmente poteva essere chiamato progressivo. Per i membri ordinari la non volontà dello Histadrut di affrontare il problema dell'ineguaglianza era un tradimento.

## Epilogo
Dopo il 1948 poco cambiò nella distribuzione del potere politico e nella filosofia e nei principî che governavano l'azione di governo. Sternhell dice: "Oggi Israele è indubbiamente la democrazia occidentale con i mezzi di controllo parlamentare più deboli e il ramo esecutivo più forte". Mapai rimase al potere per ancora 30 anni.
Sternhell evidenzia l'influenza crescente del Sionismo religioso più radicale. Dopo la conquista della Cisgiordania nel 1967, il sionismo religioso e una parte del sionismo socialista desideravano avere degli insediamenti nel territorio occupato. La parte più moderata del sionismo socialista non fu capace di contrastare il loro desiderio perché era in linea con le convinzioni profonde del sionismo.

## Recensioni e critiche
In una recensione accademica Neil Caplan è molto critico: "Sternhell insiste a vedere la storia del sionismo come una storia infelice determinata da "scelte ideologiche consapevoli" sbagliate prese dalle  élite sioniste-socialiste e assolutamente non "dovute a nessuna condizione oggettiva o circostanza che fosse fuori dal controllo del movimento". Caplan pensa che il libro offra dei "nuovi punti di vista comparativi", ma individua "un certo numero di tendenze problematiche da parte dell'autore". Caplan cita "esagerazioni", "ampie generalizzazioni", "eccessiva semplificazione", "dicotomie semplicistiche" e "l'uso di neologismi alla moda [...] come giudizi di valore piuttosto che termini descrittivi neutri".
In un'altra recensione accademica Charles D. Smith considera il libro "un contributo importante a un dibattito che ha infuriato in Israele per più di un decennio" e "un lavoro brillante, appassionato che unisce passato e presente in un modo che pochi libri possono sperare di uguagliare".
Zachary Lockman è critico. Egli dice che, poiché già si sapeva che il sionismo socialista seguiva un corso nazionale, Sternhell offre poche prospettive nuove. Dice anche che Sternhell ignora che "il discorso evolutivo e le pratiche del sionismo socialista erano profondamente plasmate dalle circostanze concrete in cui gli aspiranti lavoratori ebrei si trovavano in Palestina all'inizio del ventesimo secolo e, soprattutto, dalla "questione araba", l'inevitabile realtà che gli arabi costituivano la grande maggioranza della popolazione del paese, dominavano il mercato del lavoro e possedevano la maggior parte della terra arabile".
Secondo Walter Laqueur "Il suo libro, corretto per quanto riguarda i fatti, porta invece a conclusioni che sono o ovvie e non sono mai state in discussione, oppure curiosamente asimmetriche". Laqueur dice che le critiche di Sternhell sono troppo aspre: "Tutto ciò potrebbe essere spiacevole, ma come potrebbe essere diversamente nel caso di un partito socialdemocratico in un paese piccolo e ancora in pieno processo di formazione?".
Nachman Ben-Yehuda critica il fatto che il libro si concentri sull'ideologia, però dice che "Gli studenti intelligenti di Israele, interessati alla sua storia politica e ideologica, troveranno il libro di Sternhell utilissimo e indispensabile. Leggere il libro richiede tempo e pazienza, ma è un'esperienza che paga. Nel cinquantesimo anniversario della nascita di Israele, concludere con una citazione tratta dalla seria introduzione di Sternhell sembra molto appropriato: "Coloro i quali desiderano che Israele sia uno stato veramente liberale, o che la società israeliana sia aperta, devono riconoscere il fatto che il liberalismo deriva [... dal separare] la religione dalla politica. Uno stato liberale può essere solo uno stato laico, uno stato in cui il concetto di cittadinanza stia al centro dell'esistenza collettiva" (p. xiii)."
Secondo Muhammad Ali Khalidi, la tesi di Sternhell che la creazione di Israele nel 1948 fosse giustificata dalla terribile situazione del popolo ebraico non è coerente: "Sotto certe circostanze, la persecuzione può in effetti giustificare la fondazione di uno stato, ma non sul territorio di altra gente e come risultato di una campagna militare di pulizia etnica. Queste azioni sono semplicemente incompatibili con i principi morali che secondo Sternhell mancano tra i fondatori di Israele: universalismo, umanesimo, egualitarismo e così via. Le premesse di Sternhell portano alla conclusione inesorabile che l'ideologia guida dei fondatori di Israele abbia provocato un destino inumano al popolo palestinese, nel 1948 non meno che nel 1967. Ma piuttosto che abbracciare questa conclusione ovvia, Sternhell la evita proprio come hanno fatto altri 'post sionisti' israeliani".
Secondo Jerome Slater: "L'opera demitizzatrice di Sternhell e dei suoi seguaci è, in definitiva, profondamente costruttiva - come chiaramente essi vogliono che sia. Se Israele deve almeno diventare una società veramente liberale, pienamente democratica e giusta, può essere costruito solo su solide fondamenta di verità storica e riconciliazione con i palestinesi, che sono state le vittime del successo sionista".
Secondo Don Peretz: "Il trattato di Sternhell, una delle opere più iconoclaste dei "nuovi storici" israeliani, farà nascere una controversia. Sternhell ha affrontato in modo diretto e tagliente vari studiosi di spicco del paese per quelle che egli definisce le loro distorsioni o false rappresentazioni nei convenzionali ritratti eroici delle icone del movimento socialista, nelle loro visioni dello Stato ebraico e negli eventi e circostanze che hanno portato alla fondazione di Israele. [...] Ma i critici di Sternhell avranno difficoltà a confutare le sue argomentazioni, che sono ampiamente documentate con fonti primarie tratte dagli archivi del movimento sionista e socialista, dalle opere scritte e dalla corrispondenza dei leader sionisti che l'autore cita".
Arthur Herzberg del New York Times dice che Sternhell ha scritto due libri in uno. "Le sue pagine di apertura e l'epilogo sono un pamphlet polemico sul futuro di Israele, [...] la parte centrale del libro [..] è una monografia in cui Sternhell sostiene -- e presenta come una verità finora passata inosservata -- che i fondatori del sionismo socialista in Israele [...] hanno commesso il peccato originale di essere più nazionalisti che socialisti". Herzberg è molto critico verso il criticismo di Sternhell: "I sionisti socialisti di Ben-Gurion erano certamente molto più democratici degli artefici della Rivoluzione bolscevica o dei leader dell'Alto Comitato Arabo in Palestina negli anni '30. Ma può qualcuno immaginare la creazione dello stato sionista senza la loro leadership determinata, ostinata e a volte autocratica?"

### Critica di Shalev
Secondo Shalev, l'aspetto più innovativo del lavoro di Sternhell è il confronto che fa tra sionismo e nazional-socialismo:
La conclusione più originale e provocatrice di Sternhell è che l'analogo europeo più vicino al sionismo socialista, e una diretta influenza su di esso, fosse il nazional-socialismo. Gli imperi multietnici a est del Reno furono la culla dell'ideologia nazional-socialista, la quale - proprio come il costruttivismo sionista — affermava che le divisioni tra le classi dovessero essere subordinate all'interesse nazionale; che la nazione avesse una responsabilità di agire giustamente verso il suo elemento più produttivo, la classe operaia, e che l'interesse nazionale fosse minacciato internamente da parassiti e oppositori, esternamente dagli stranieri.
Egli dice che la maggior parte delle altre affermazioni di Sternhell sostanzialmente erano già state affermate, in particolare da Jonathan Shapiro e dai membri della sinistra radicale. Quest'ultimo ha sempre detto che le pretese del socialismo sionista erano solo una facciata.
La critica di Shalev si concentra sull'affermazione di Sternhell che i padri fondatori fecero una "scelta ideologica consapevole sull'altare del nazionalismo". Secondo Shalev, Sternhell sopravvaluta il ruolo dell'ideologia e sottovaluta quello delle circostanze concrete. "Queste circostanze, e la risposta ad esse, spiegano la scelta ideologica più fatale e importante dei padri fondatori del movimento socialista: il loro impegno al separatismo come principio guida sia per la vita economica sia per la vita nazionale dello Yishuv".
Secondo Shalev, a differenza dei colonialisti della Prima Aliyah, a quelli della Seconda Aliyah "mancavano o i mezzi finanziari per agire come acquirenti sul mercato, o i vantaggi dei lavoratori indigeni nella competizione sul mercato del lavoro". Per la loro sopravvivenza si rivelò essenziale ingaggiare un'azione collettiva di fronte agli ikarim, i coltivatori indipendenti e l'Organizzazione Sionista Mondiale, il loro sponsor potenziale. "In entrambi i casi, il separatismo ebraico era indispensabile". Poiché i lavoratori arabi costavano meno, gli ikarim potevano essere costretti a impiegare ebrei solo se fosse stato loro impedito l'accesso al lavoro arabo, cosa che il movimento socialista tentò di fare adottando il concetto di lavoro ebraico, la richiesta che i datori di lavoro ebrei assumessero solo lavoratori ebrei, ma ciò riuscì veramente solo dopo il 1936 come risultato della Rivolta Araba.
Shalev conclude che il "Sionismo socialista si sviluppò in Palestina come alleanza tra un movimento di lavoratori senza lavoro e un movimento di colonizzazione senza colonizzatori".

### Critica di Gorny
Gorny concorda con Sternhell che il periodo della Seconda e Terza Aliyah abbia plasmato il movimento socialista in Palestina e che fu l'ideologia a modellare questa generazione di immigrati per fondare una società nazionalista. Gorny afferma, però, "che questo fu il risultato dell'ethos e del mito socialisti".
Secondo Gorny "il socialismo costruttivo" fu creato come base ideologica comune su cui il movimento socialista potesse concentrarsi "nell'assenza di qualsiasi reale possibilità di separare le diverse idee contrastanti" presenti all'interno del movimento. Esso "permetteva l'unità nonostante i contrasti". Gorny fornisce quattro ragioni per la forza unificatrice del "socialismo costruttivo":
- l'ideologia pluralistica su cui era fondato: essa negava l'esistenza di opinioni contrastanti
- per suo carattere il socialismo costruttivo era più pratico per trattare con le condizioni reali
- il socialismo costruttivo "non solo predicava il socialismo come dottrina, ma lo metteva in pratica nella vita quotidiana [...] In altre parole, i gruppi minoritari che sposavano le dottrine socialiste radicali non potevano accusare la maggioranza di tradire gli ideali sociali"
- "il credo che la classe operaia ebraica fosse destinata a giocare un ruolo decisivo nel movimento nazionale ebraico. Tale sforzo sarebbe impossibile senza unire le varie forze".

Gorny continua e critica tre formulazioni base su cui Sternhell costruisce la sua tesi.
- Sternhell intenzionalmente sfuma il confine che separa le parole "nazionalismo" [leumiyut] e "nazionalismo chauvinistico" [leumaniyut].
- Sternhell è convinto che una sintesi tra l'ideologia marxista e l'etica kantiana fosse una caratteristica del socialismo occidentale, una sintesi che non era presente nell'ideologia del movimento socialista. Gorny si chiede se questa sintesi esistesse davvero nella socialdemocrazia occidentale, per esempio in Gran Bretagna.
- Sternhell afferma che "il socialismo costruttivo" era un tipico concetto "nazional-socialista". Gorny dice che "era il risultato naturale della condizione nazionale unica del popolo ebraico". Sternhell scrive: "Pertanto, una cosa è quando un 'nazional-socialista' in una società normale nel suo paese, nel suo sistema politico e nella sua distinta struttura di classi economiche, predica l'unità organica della nazione. Ma quando un socialista costruttivo invoca l'unificazione della nazione al fine di mobilizzarla per un comune sforzo di creare una 'società normale' nei suoi termini contemporanei — questa è una cosa molto diversa".

#### La risposta di Sternhell a Gorny
Sternhell rispose a Gorny dicendo che la critica di Gorny era un tipico esempio di risultati di uno studio isolato, non-comparativo della storia israeliana. Sternhell scrive che "non può esserci niente di più insignificante dell'affermare che ogni situazione storica è unica, e non può esserci un modo più miserabile di evitare la necessità di trattare gli eventi storici con una prospettiva ampia e secondo criteri universali. È ovvio che ogni evento si verifica nel suo particolare tempo e luogo, [... ma... ] l'abilità dello storico non è la quella del collezionista di francobolli".
Sternhell afferma che il "socialismo costruttivo" era effettivamente un concetto "nazional-socialista". Egli scrive: 
"Il sionismo, come tutti i movimenti nazionali in Europa Centrale e Orientale, deriva dal concetto di nazione che ha origine in Johann Gottfried Herder alla fine del XVIII secolo. Secondo Herder, la base dell'identità politica collettiva e la collaborazione tra le persone è la condivisione di una comune cultura, e non l'appartenenza a una comunità politica. La cultura, dice Sternhell, è l'espressione di una coscienza interiore, ed è questa coscienza che fa sentire a una persona di essere una parte inseparabile del corpo sociale. Le persone unite da una cultura comune - storia, lingua, religione - formano una unità organica che somiglia a una famiglia allargata. Questo era il concetto della nazione dei padri fondatori di Israele".
Per quanto riguarda la critica di Gorny alle tre formulazioni base di Sternhell, questi scrive:
- "Non è un caso che Gorny abbia bisogno di una trascrizione dall'ebraico" nella sua distinzione tra le‘umiyut [nazionalismo] e le‘umaniyut [nazionalismo chauvinistico]. Questa distinzione non ha "nessun significato analitico" e "non è mai stato altro che un alibi inventato dal nostro movimento nazionale per distinguere le sue pretese, che erano 'nazionali', e quelle degli arabi, che erano 'chauvinistiche'. [...] Lo studio accademico riconosce solo un concetto [...], accompagnato dall'aggettivo appropriato.
- "In effetti, la sintesi della filosofia della storia e la critica del capitalismo di Marx con la filosofia della libertà di Kant era l'essenza della social-democrazia occidentale, con l'eccezione del Partito Laburista Britannico, fino alla Rivoluzione Russa. [...] Tutti gli altri socialisti europei impararono la lezione della Grande Guerra e aborrivano il nazionalismo tribale che cominciava a dominare il continente europeo".
- L'affermazione di Gorny che solo il popolo ebraico fosse in una situazione "anormale" è rifiutata da Sternhell. Egli scrive: "Ogni nazionalsocialismo considera la sua realtà umana come anormale. Secondo il nazionalsocialismo, uomo e nazione hanno sempre bisogno di una riforma di base; la nazione è sempre in pericolo e ciò rende necessario adottare misure d'emergenza. La sua situazione è sempre unica, non paragonabile con nient'altro, il che la assolve dal suo dover obbedire alle norme universali applicabili alle società 'normali'".

Sternhell dice che l'affermazione di Gorny, secondo cui Sternhell abbia fatto allusione a una somiglianza tra socialismo costruttivo e fascismo italiano, è assurda. Sternhell scrive: “Il nazionalsocialismo era un sistema autonomo che poteva sia svilupparsi in una direzione totalitaria sia evitare di prendere questa strada. La versione Eretz-israeliana non diventò totalitaria, ma ciononostante rimase distinta dal socialismo democratico”.

### Critica di Sharkansky
Ira Sharkansky scrive che Sternhell sbaglia a considerare la questione della parità di salario in una prospettiva comparativistica. Sharkansky presenta dati statistici che mostrano che la parità di salario negli anni '90 è paragonabile a quella degli altri Paesi con più o meno lo stesso PIL PIL pro capite. Sharkansky sostiene anche che l'affermazione di Sternhell secondo cui la leadership sionista socialista non seppe affrontare la questione della parità di salario non è equa. Prima del 1948 i leader dovevano fare affidamento sui contributi volontari e lo Yishuv era povero rispetto ai Paesi dell'Europa occidentale. Dopo il 1948 essi dovettero spendere molto per l'esercito e c'erano molti immigrati poveri.

#### La risposta di Sternhell a Sharkansky
Sternhell definì l'analisi di Sharkansky "ridotta" e "tecnica". Sternhell dice che la leadership sionista negli anni '30 aveva abbastanza potere per provare a sviluppare una politica sociale, ma che essi "rifiutarono di far pagare il costo allo Histadrut" e "nemmeno provarono a perseguire una politica sociale per l'assistenza ai segmenti più poveri della società". La ragione era la loro percezione elitaria
dell'azione sociale: non era rilevante per "il consolidamento della forza nazionale".
Nei primi venticinque anni dell'esistenza di Israele, la stessa élite trascurò consapevolmente i sotto-privilegiati. L'educazione secondaria era inaccessibile ad ampi segmenti di operai e nuovi immigrati. "Fino alla rivolta delle 'Pantere Nere' all'inizio degli anni '70, Israele non aveva nessuna politica sociale". Ciò derivava dall'ideologia. Sternhell cita un esperto delle Nazioni Unite, il professor Philip Klein, che studiò la materia per due anni alla fine degli anni '50: "[Non è solo, o perfino] principalmente l'azione amministrativa a richiedere la revisione; sono piuttosto lo spirito e gli obiettivi dietro l'amministrazione, la sua visione guida e la sua filosofia [...] Il Welfare State è uno stato per il benessere dei lavoratori, dei produttori, costruttori di un'economia e di un ideale nazionale".